# 半井桃水

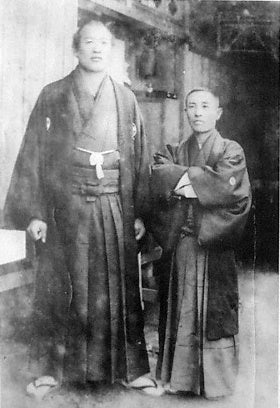
對馬洋弥吉（左）と

半井 桃水（なからい とうすい、1861年1月12日（万延元年12月2日）- 1926年（大正15年）11月21日）は、日本の小説家。
本名は冽（「きよし」、または「れつ」）だが「洌」との表記もある。幼名は泉太郎（せんたろう）。

## 略歴
半井湛太郎・藤の4人弟妹の長男として対馬厳原藩、現在の長崎県対馬市厳原町に生まれる。父の仕事の関係で少年期は釜山で過ごす。家計を助けるため12歳から釜山で働き始めるが、英語を学ぶため日本へ戻され、進学する。1875年（明治8年）に上京して尺振八の共立学舎に学び、いくつかの新聞社を転々としたあと（1888年・明治21年）に東京朝日新聞の記者となり、朝鮮語が話せることから通信員として釜山に7年間駐在する。
翌年、同紙上に「唖聾子」を掲載、続いて「くされ縁」「海王丸」「業平竹」などで新聞小説家としての地位を確立、三崎町の新開地で葉茶屋「松濤軒」も経営していた。1891年（明治24年）から連載した長編「胡沙吹く風」が代表作。同年、樋口一葉が門下に加わる。一葉のデビュー作「闇桜」は、桃水が1892年（明治25年）に創刊した『武蔵野』に発表された。しかし翌年、一葉は門下を離れた。一葉と恋人関係にあったという噂が当時からあった。その後死去まで三百編以上の小説を書いたが、今では読む人もいない。その他の著名な作品に「天狗廻状」「義民加助」などがある。
吉住小三郎（四代目）らとともに長唄研精会を創設。舞踏や長唄、俗曲などにも詳しくいくつかの作詞をしている。
1926年（大正15年）11月21日、福井県敦賀市で執筆中に脳溢血を発症、同地の病院で死去。遺骨は東京市牛込区若宮町の自宅へ送られ、同年11月27日に告別式が行われた。墓所は文京区養昌寺。戒名は観清院謡光冽音居士。
未だに本格的な伝記はないが、対馬市厳原町中村の生家跡とされる場所に半井桃水館がある。

## 著作
- 『小町奴』今古堂、1889年
- 『業平竹』金桜堂、1890年
- 『葉やま繁山』今古堂、1890年
- 『一樹の蔭』今古堂、1891年
- 『海王丸』今古堂、1891年
- 『開化の復讐』今古堂、1891年
- 『春一枝』今古堂、1891年
- 『水の月』今古堂、1891年
- 『目鬘』今古堂、1891年
- 『夢』金桜堂、1891年
- 『下闇』金桜堂、1892年
- 『花あやめ』今古堂1892年
- 『かたみがはり』金桜堂、1893年
- 『胡砂吹く風』今古堂、1893年　序文には樋口一葉の序歌が掲載されている[7]。
- 『人椅子・花の涙』今古堂、1893年
- 『海賊灘右衛門』精完堂、1894年
- 『侠客梅堀の巌松』金桜堂、1895年
- 『懺悔』薫志堂、1895年
- 『長尾拙三』今古堂、1895年
- 『鐘供養』金桜堂、1896年
- 『土屋源弥』金桜堂、1896年
- 『短銃』金桜堂、1896年
- 『根あがり松』駸々堂、1900年
- 『人斬上戸』駸々堂、1900年
- 『鶯笛』金桜堂、1901年
- 『雪と炭』至誠堂、1901年
- 『小猿』至誠堂、1901-1902年
- 『写絵』春陽堂、1903年
- 『狂ひ咲』春陽堂、1903年
- 『慰問袋』日高有倫堂、1906年
- 『子宝』日高有倫堂、1908年
- 『濡衣』日高有倫堂、1908年
- 『天狗廻状』文禄堂書店、1908年[8]
- 『萩の下露』日高有倫堂、1908年
- 『姿見ず橋』星文館、1914年
- 『実録忠臣蔵』隆文館、1914年
- 『高砂』法木書店、1916年
- 『日蓮』新潮社、1916年
- 『義民加助』白鳥社、1916年
- 『大石内蔵之助』（第1-4巻）博愛館、1917年
- 『伝教大師』伝教大師千百年御遠忌事務局、1921年
- 『長唄研精会の沿革』法人書店、1921年
- 『江の島しるべ』横沢次郎、1922年
- 『土居通夫君伝』野中昌雄、1924年